# Encruzilhada (Santos)
Encruzilhada é um bairro da cidade de Santos, conhecido por abrigar um dos melhores hospitais da cidade, o chamado Hospital dos Estivadores de Santos (HES), mais tarde renomeado como Hospital Internacional do Estivadores de Santos, hoje rebatizado como Hospital Conselheiro Nébias. A principal via do bairro é avenida Conselheiro Nébias, onde existem muitas lojas de automóveis, consultórios médicos, escolas técnicas e uma universidade. Essa via o conecta a bairros como o Boqueirão, o Macuco e a Zona Portuária.